# 트랜스포머 영화 시리즈의 등장인물 목록
아래는 트랜스포머 실사영화 시리즈 세계관의 등장인물 소개이다.

## 오토봇
오토봇은 비클모드가 쉐보레차가 많다.
- 옵티머스 프라임
- 성우 : 피터 컬런

트랜스포머 3부작까지의 비클모드는 피터빌트 379이다. 그리고 트랜스포머: 사라진 시대의 초반 비클모드는 마몬 97 세미 트럭이고, 후반 비클모드는 웨스턴 스타  4900 팬텀 커스텀 세미트레일러 트럭이다. 오토봇 중 가장 전투력이 강하며 1편부터 4편까지 계속 출연한다. 또한 프라임의 규칙을 따라 싸울 때 힘을 모두 쓰지 않는다. 리더십, 통솔력, 애국심, 인성, 힘까지 모두 두루 갖췄지만 그로 인해 다른 로봇들을 모두 병풍으로 전락시키고 말았다. 항상 영화의 마지막을 자신의 독백으로 끝내는 캐릭터이기도 하다. 하지만 5편에서는 악의 세력이 되어 이례적으로 인간과 대립하는 역할을 하게 된다.
- 범블비
- 봇성우 : 마크 라이언

옵티머스와 나란히 투톱을 자랑하는 인기를 누리는 캐릭터. 트랜스포머 3부작까지의 비클모드는 쉐보레 카마로이다. 그리고 트랜스포머: 사라진 시대의 초반 비클모드는 쉐보레 카마로1967년형이고, 후반 비클모드는 쉐보레 카마로 컨셉 2014이다. 샘 윗위키를 보호하는 임무를 받고 지구에 내려와 중고차로 위장한 모습으로 첫 등장. 이후 벌어진 로봇들의 싸움때 샘과는 단순히 보디가드 관계가 아닌 진정한 친구로써 지켜주었고 상황이 끝난후에도 오토봇들과의 정부생활이 아닌 그와 동거하는 길을 택했다. 그리고 2년동안 함께살며 가디언 노릇을 톡톡히 해주었고 같이사는 동안 정들었는지 돌아가라는 말을 들었을때는 엄청나게 슬퍼한다. 평소에는 무척이나 장난기가 많고 쾌활한 편이지만 전시 상황만 되면 옵티머스 못지않은 카리스마를 발산하며 오토봇 서열 2위의 위엄을 보여준다.
- 재즈
- 성우 : 다리우스 맥크레이

구성 차량은 폰티악 솔스티스이다.브레이크댄스를 정목한 격투기가 특징.양옆에 방패가 달려있는 총을 쓴다.오토봇의 부관이자 No.2이다. 손은 날카롭지만 밝고 쾌활한 성격을 지니고 있으며 지구와 음악을 매우 좋아한다. 옵티머스 프라임의 두뇌와 보좌 역할을 하는 전사이다. 작지만 좋은 성격을 지닌 트랜스포머이다. 활발하며 힙합 스타일의 말투를 사용한다. 샘 윗위키의 '희생 없는 승리는 없다'라는 말처럼 메가트론 앞에서도 의지를 굽히지 않고 자신을 희생하면서 최후까지 저항했던 훌륭한 전사이다. G1에서는 특수 공작원의 역할을 하기도 했으며 시즌3에서는 레이싱 챔피언의 지위까지 오르기도 한다. 미국에서의 더빙은 데리어스 매크레이가, 한국은 박영재가 맡았다.(1편 마지막 전투에서 메가트론에 의해 두 동강 난다)
- 아이언하이드
- 성우 : 제스 하넬

비클모드는 GMC 톱킥C4500이다. 오토봇의 무기 전문가로 화력이 제일 좋으며 재즈가 죽자 부관이 된다. 그러나 3편에서 센티널 프라임의 배신으로 분해되어 죽는다.모든 오토봇의 무기보다 아이언하이드의 무기가 더 많다는 설정이 있다.전 디셉티콘 소속.
- 래칫
- 성우 : 로버트 폭스워스

비클모드는 허머 H2이다. 오토봇의 군의관이지만 전투력도 강하며 군의관에 맞게 구급차로 변신한다. 아이언하이드의 가장 친한 친구며 아이언하이드가 죽자 부관이 된다. 3편에서는 비클모드가 녹색으로 변한다.사라진 시대에서 락다운에 의해 사망한다.
- 탑스핀

비클모드는 쉐보레 나스카이다. 굉장히 무뚝뚝하며 레커즈의 실질적인 2인자로 대사는 한 마디도 없다. 다른 단원들과 함께 끝까지 살아남으며 무뚝뚝하지만 실제 성격은 부드럽다고 한다.파란색.
- 로드버스터
- 성우 : 로널드 보타타

비클모드는 쉐보레 나스카이다. 레커즈의 리더로 전투력이 레커즈 중 가장 높고 원래 추적 전문가이다. 1편의 마운틴듀를 연상시키는 트랜스포머.(사실 색깔이 비슷하다)초록색.
- 리드풋
- 성우 : 존 디마지오

비클모드는 쉐보레 나스카이다. 레커즈 중 가장 나이가 많으며 실질적인 레커즈의 1인자고 붉은색이다. 가장 몸집이 크기도 하며 오토봇이 사용하는 무기를 개발한다. 능력은 큐와 맞먹는다.
- 사이드스와이프
- 성우 : 제임스 리마

비클모드는 쉐보레 콜벳 스팅레이이다. 재즈가 죽은 후 2편부터 오토봇의 상위 간부로 등장하며 양손에 칼이 부착되어 있고 발이 바퀴로 되어 있어 속도가 알씨 다음으로 빠르다. 3편에서는 오픈카로 변했으며 끝까지 살아남는다.
- 아시
- 성우 : 그레이 딜라일

비클모드는 분홍색 두카티 848이다. 여성 오토봇 1
- 엘리타 원

비클모드는 보라색 두카티 848이다. 여성 오토봇 2
- 크로미아

비클모드는 파란색 두카티 848이다. 여성 오토봇 3
- 졸트

비클모드는 쉐보레 볼트이다.옵티머스와 재트파이어를 합채시켰다.
- 제트파이어
- 성우 : 마크 라이언

비클모드는 SR-71 블랙버드 정찰기이다. 전 디셉티콘 소속. 폴른을 처치하기 위해 옵티머스에게 부품을 넘기고 사망.
- 센티널 프라임
- 성우 : 레너드 니모이

비클모드는 로젠 바우어 판터 대형 소방차, 전 사이버트론의 지도자, 옵티머스 프라임의 스승이다. 오토봇인 G1과 애니메이니드와 달리 영화 3편에서는 디셉티콘으로 나오며 디셉티콘들을 이끌고 전쟁을 일으키다 3편 마지막에서 옵티머스에게 죽는다.
- 디노
- 성우 : 프란체스코 퀸

비클모드는 페라리 458 이탈리아이다. 초반에 큐, 범블비와 함께 중동 불법 핵시설을 습격하는 장면에서 칼을 휘두르는 장면과 햇쳇의 목을 스케이팅하듯이 뛰어들어 잡는 장면이 인상적이다. 별 활약은 없고 끝까지 살아남는다.
- 휠잭
- 성우 : 조지 코우

비클모드는 메르세데스 벤츠 E560이다. 오토봇의 과학자로 얼굴이 아인슈타인을 닮았고 인간들에게 무기를 보여 주어 스타스크림 처치에 큰 역할을 하지만 포로로 잡히고 바리케이드에 의해 처형당한다.
- 휠리
- 성우 : 톰 케니

비클모드는 장난감 트럭으로 원래 디셉티콘이었지만 2편에서 미카엘라 베인즈에 의해 오토봇이 된다. 3편에서 브레인과 함께 디셉티콘의 우주선을 망가뜨린다.
- 브레인
- 성우 : 리노 윌슨

3편에서 처음 등장한다. 노트북으로 변신하며 큐와 맞먹는 실력의 꼬마 과학자 오토봇. 휠리와 함께 디셉티콘의 우주선을 망가뜨린다.
- 스키즈&머드플랩
- 성우 : 톰 케니, 리노 윌슨

트랜스포머 최초의 쌍둥이 오토봇이자 개그를 담당. 원래는 비클모드로 트랜스폼하였을 때 아이스크림 푸드트럭 으로하나였지만 후에 차량을 따로 스캔해 각각 쉐보레 마티스와 쉐보레 트랜스로 새롭게 변한다.머드 2편에서 출연하고 3편에서는 편집되었는데 센티널 프라임에 의해 죽었다고 한다.(영화상으로도 오토봇이 우주선으로 가는 장면에서 이 오토봇들의 비클모드가 안 보이고 아이언하이드가 죽는 직후에 멀리 스키즈와 머드플랩의 비클모드가 보인다, 코믹스상으로도 센티널 프라임에게 죽었고 시카고 전투에 참여를 못 했다)
- 하운드
- 성우 : 존 굿맨

비클모드는 오슈코시 디펜스 미디엄 택티컬 비클이다. 전작의 아이언하이드를 대체하는 오토봇의 새 무기 전문가.거대한M134 미니건이 주력 무기.
- 드리프트
- 성우 : 와타나베 켄

비클모드는 부가티 베이론 그랜드 스포츠 비테세 2013, 사이버트론 헬기다. 오토봇의 트리플 체인저.사무라이의 모습.
- 크로스헤어즈
- 성우 : 존 디마지오

비클모드는 쉐보레 C7 콜벳 스팅레이 2014이다.특수공작원의 모습.

## 인간

### 오리지널 시리즈(1~3편)
- 샘 윗위키
- 배우: 샤이아 러버프

고등학교에 다니는 평범한 18살 소년. 평소 짝사랑하던 또래소녀 미카엘라 베인즈를 꼬시기위해 아버지를 졸라 차를 샀는데 하필이면 그 차는 평범한 자동차가 아닌 트랜스포머라는 변신로봇이었고 그때부터 로봇들의 전쟁이라는 거대한 소용돌이에 휘말려 인생이 완전 꼬인다. 하지만 이런 상황속에서도 자신의 가디언 노릇을 해주는 범블비하고는 종족을 떠난 우정을 나누지만 자신은 로봇들 싸움이나 도와주려고 살아가는 사람이 아니었기에 2년후 대학에 합격하고 나서는 친했던 범블비조차도 옵티머스에게 돌아가라고 등떠밀고 자기 인생을 살아갈 준비를 하지만 매년 사고가 터지는 바람에 자기 일상도 미룬채 로봇싸움 뒤치다꺼리나 하는 실정. 오토봇들에게 경어를 쓰며 윗사람으로 대해주지만 범블비와 악당들에겐 무조건 반말이다. 범블비가 락다운의 음모로 숨어지내는 사이 사망했다.
- 미카엘라 베인즈
- 배우: 메건 폭스

샘이 짝사랑하는 또래소녀. 알코올중독자인 좀도둑 아버지와 살면서 여기저기 떠돌아다니는 신세지만 전혀 삐뚤어지는 기색이 없고 오히려 지적인 미모와 몸매로 또래 남학생들을 홀리게 만들 정도. 바리케이드에게 쫓기고 있는 샘을 뒤쫓아 가는 사이 덩달아 로봇들의 싸움에 휘말리게 된다. 게다가 가녀린 외모와는 달리 운동신경이 상당하다. 초반 프렌지가 샘을 습격했을 때 샘은 비명지르고 도망치기 급급한데 비해 그녀는 어디선가 들고 온 공구로 한번에 목을 날려버렸을 정도. 2년후에는 아버지랑 같이 자동차 정비일을 하고있지만 울스파크 조각을 발견하고는 곧바로 심상찮은 일이 벌어질거라 직감해 그 길로 비행기를 타고 프랑스까지 날아가는 민첩한 행동력을 보여준다. 그러다 샘이 다른여자(인간으로 변한 디셉티콘)와 침대에 누워있는걸 보고는 이별선언을 하고 매물차게 떠났지만 방안에서 들려오는 그의 비명소리를 듣고는 다시 돌아와 디셉티콘에게 잡아먹히려는 샘을 구해준다. 이후 이런저런 수난을 겪는사이 사이가 더 좋아졌지만 3편에서는 헤어진다.
- 윌리엄 레녹스
- 배우: 조시 더멜

육군 장교. 카타르에 파병갔다가 정체모를 외계생명체의 피습으로 기지가 날아가 버렸고 간신히 도착한 마을에서도 또 한번 같은 일이 일어나게 되면서 가장 먼저 트랜스포머의 존재를 접하게 된다. 이후 피습자의 정체가 외계로봇이란걸 알고는 악당들로부터 지구를 보호하기 위해 그들과 동맹을 맺었고 샘 윗위키와도 안면이 트인다. 그리고 부하들과 함께 로봇들을 모두 총으로 쓸어버리며 엄청난 활약을 펼친다. 또한 매년 지구에 들이닥치는 로봇들을 상대하다 보니 이젠 로봇들 상대하는 일쪽으로는 아예 전문가가 됐을 정도. 더군다나 활약상이 꽤나 많았던지라 나올때마다 계급이 올라가 있다.
- 시모어 시몬스
- 배우: 존 터투로

비밀 정부기관 섹터7의 수장. 처음 등장했을때만 해도 샘과 미카엘라를 무작정 위험인물로 간주하며 체포하려 들었고 자신에게 오줌(운활유)를 뿌린 범블비는 국방력을 동원해 강제로 포획해버리는등 전형적인 악덕 포지션이었다. 게다가 디셉티콘 일당이 쳐들어왔을때도 범블비만은 절대 못풀어준다고 악을 쓰다 레녹스 대위에게 말빨로 밀려서 다시 풀어주기도 했다. 이후에는 악당들이 기지를 몽땅 부숴놓는 바람에 이에 책임을 지고 팀이 해체된 것과 더불어 본인은 연금하나 못받고 쫓겨나는 실업자 신세가 된다. 2년후 모친의 정육점에서 장사를 하던도중 옵티머스가 죽었다며 도움을 요청하는 샘과 재회하게 되는데 전과는 달리 기지를 나올때 빼돌렸던 트랜스포머 관련 자료들을 모조리 이용해 물심양면으로 그를 도와주었고 행동을 함께하는 동안 자식뻘 되는 일행들 사이에서 인생선배로써의 나이값을 해나가는등 개념인으로 거듭난 색다른 면모를 보여주었다.
- 레오 스피즈
- 배우: 라몬 로드리게스

2편에서만 나오는 단역 캐릭터. 샘의 대학교 룸메이트. 샘이 다른여자(인간으로 변한 디셉티콘)와 함께있는 현장에 같이 있었고 그 여자가 본모습을 드러내 학교를 난장판으로 만들기 시작하면서 로봇들의 싸움에 발을 들이게된다. 정신을 차리고 FBI와 CIA로부터 지명수배를 당했다는걸 알고는 완전히 겁을 먹고 자수하겠다고 했지만 그날밤에는 새삼 진지한 얼굴을 하고 나타나 시몬스가 어딨는지 술술 말해주며 함께 움직이기로 결심한다. 평소에는 늘 '큰 일'을 해낼거라며 큰소리 치고 다녔지만 정작 정말로 '큰 일'이 벌어졌을땐 발바닥에 불이 나도록 뛰어다니는 시몬스와는 대조적으로 겁먹고 도망치는데만 급급해지며 소극적으로 변해버린다. 하지만 나중가선 추락하는 헬기에서 파일럿을 구해주는가 하면 죽은 옵티머스를 부활시키는데 결정적인 도움을 주는등 생각을 고쳐먹고 진정으로 그들을 돕는다.
- 칼리 스펜서
- 배우: 로지 헌팅턴화이틀리

미카엘라와 헤어진 샘이 사귄 새로운 여자친구. 대학을 졸업하고 석달째 백수로 빈둥거리고 있는 샘과는 달리 큐레이터라는 직업을 가졌으며 집의 크기나 백수 남자친구를 데려와 사는것으로 보아 집안 재력이 상당한것 같다. 처음 오토봇들의 모험을 원하는 샘의 태도에 회의감을 느껴 그를 떠났고 디셉티콘의 사주를 받은 일당들에게 인질로 잡히면서 비중이 급격하게 줄어들었다. 그나마 활약을 한거라고는 센티널을 도발하는 것 정도. 미카엘라와는 또다른 매력을 발산하며 새로운 히로인 역할을 할것처럼 보였으나 인질로 잡혔다 풀려난 후에는 보호본능 자극하는 역할에만 그쳐 관객들의 반응은 기대이하. 3편 이후 샘 캐릭터가 빠지면서 함께 영화에서 빠지게 됐다.
- 론 윗위키&주디 윗위키
- 배우: 케빈 던, 줄리 화이트

샘의 부모님. 뜻하지 않게 아들한테 차를 빙자한 전투로봇을 사주게 되었고 그 바람에 정부요원들에게 집이 털리고 아들을 대학보내고 떠난 여행지에선 디셉티콘에게 납치당해 살해당할뻔 하는등 살면서 두번다시 못겪을 온갖 수모들을 다 겪게된다. 샘 캐릭터가 빠지면서 영화에서 사라졌다.

### 리부트 시리즈(4~5편)
- 케이드 예거
- 배우: 마크 월버그

텍사스 주에 사는 엔지니어. 우선 엔지니어로써의 기술은 타의 추종을 불허할만큼 뛰어나지만 한탕주의에 빠져 고물이나 사들이는게 문제였다. 어느날 낡은 트럭 한대를 사들이게 되는데 문제는 이 트럭의 정체가 오랜시간 자취를 감춘 옵티머스 프라임이었다. 다짜고짜 죽여버리겠다며 소리치는 그의 흥분을 가라앉히기 위해 임기응변으로 일차적인 위기를 넘겼지만 문제는 그 다음부터였다. 집에는 옵티머스의 부활소식을 들은 정부요원들이 들이닥쳤고 옵티머스의 생존을 알게 된 어둠의 세력까지 눈뜨면서 하루아침에 지구를 구해야하는 처지가 된다. 처음엔 샘과 마찬가지로 원치않은 일에 휘말리는 바람에 무척이나 귀찮아하는 소시민적 이미지를 보여주었지만 뒤로 갈수록 처음보는 무기도 능숙하게 다루고 외계인들의 우주선까지 조종하는 등 현실과 동떨어진 히어로가 되고말았다.
- 테사 예거
- 배우: 니콜라 펠츠

케이드의 외동딸. 한탕주의에서 헤어나오지 못한채 고물이나 잔뜩 사들이는 아빠 때문에 일찍 철이 들었고 도리어 아빠에게 가계부 쓰는법을 가르쳐주었을 정도. 게다가 아빠가 현실을 직시하지 못하고 헛된꿈이나 꾸는 사이 집이 파산할거라는걸 직감하고 개인적으로 일자리를 알아보는 등 조숙한 모습을 보여준다. 처음 영화사에서 예고한 그녀의 캐릭터는 '극한의 상황에서도 침착함을 잃지 않는 당찬' 이미지라고 했지만 실제 공개된 그녀의 캐릭터는 전형적인 철없는 10대 소녀에 그쳤고 이마저도 뒤로 가서는 무능한 히로인으로 전락하고 만다.
- 셰인 다이슨
- 배우: 잭 레이너

테사의 남자친구. 트랜스포머하고는 아무런 연관이 없으며 오로지 테사때문에 휘말리게 됐지만 여기에 대해서 불평하는 기색이 전혀 없으며 오히려 자신을 탐탁치 않게 여기는 케이드를 진정으로 돕기까지 한다.
- 이자벨라
- 배우: 이사벨라 모너

3편 시점에서 부모를 잃고 위탁가정도 못찾고 떠돌이 고아신세가 된다. 절친한 로봇 친구들이랑 폐허가 된 시카고에서 어느날 로봇들의 사건으로 지명수배자가 되어 딸하고도 떨어져 지내는 케이드를 맞딱드렸고 그와 부녀의 정을 나누게 된다.

## 다이노봇
- 그림록

비클모드는 티라노사우루스 렉스.다이노봇의 리더.
- 슬러그

비클모드는 트리케라톱스
- 스콘

비클모드는 스피노사우루스
- 스트레이프

비클모드는 2개의 머리 익룡

## 프라임 왕조
- 폴른
- 성우 : 토니 토드

## 디셉티콘
- 메가트론 / 갈바트론
- 성우 : 휴고 위빙 - 트랜스포머 3부작의 메가트론, 프랭크 웰커 - 트랜스포머: 사라진 시대의 갈바트론

1편의 비클모드는 사이버트론 외계 전투기, 2편의 비클모드는 제트 모드 가능한 외계 전차 & 트리플 체인저, 3편의 비클모드는 M915 Line-Haul, 4편의 갈바트론 비클모드는 프라이트라이너 아고시 캡 오버 트레일러이다. 디셉티콘의 대장 (디셉티콘 1인자) 이자 사악한 악당이다. 디셉티콘 중 전투력이 가장 강하다.
- 스타스크림
- 성우 : 찰리 애들러

비클모드는 F-22 랩터 전투기이다. 메가트론의 부관 (디셉티콘 2인자)3편 달의 어둠 시카고 전투에서 윗위키 에게 눈이 빠저 죽는다.언젠가 메가트론을 배신하고 1인자가 되려는 계획을 짜고있다
- 바리케이드
- 성우 : 제스 하넬 - 1편, 프랭크 웰커 - 3편

비클모드는 셀렌 S281 머스탱 경찰차이다. 3편에 큐를 죽이기위해 잠깐 등장한다.
성격이 괴팍하다. 그리고 1편에  샘윗위키를 추격하다 범블비한테 죽는다.이런저런 활약상이 없음.5편에도 등장했지만 그림록의 꼬리에 밀리고 스톤헨지에서 목격 된것 빼곤 본적이 없다.
- 블랙아웃
- 성우 : 프랭크 웰커

비클모드는 MH-53 페이브로 페이브 로우 헬기이다.
- 브라울
- 성우 : 데이비드 소볼로프

비클모드는 M1 에이브럼스 탱크C(커스텀)이다.1VS다수의 전투에서 가장 오래 버텼지만 범블비의 대포에 쓰러진다.
- 본크러셔
- 성우 : 프랭크 웰커

비클모드는 버팔로-H 군용 비클(지뢰제거용)이다.고속도로에서 황소처럼 돌진하다 옵티머스에게 머리가 날라가 버린다.
- 스콜포녹

대형 전갈형태의 디셉티콘.블랙 아웃에 내장되어 있다.
- 프렌지
- 성우 : 리노 윌슨

비클모드는 GPX BCDW9815CNP 붐박스이다. 디셉티콘의 작은 첩보원.1편에서 생각보다 많이 등장하며 활약상도 많다.표창을 무기로 쓴다.
- 데몰리셔
- 성우 : 캘빈 위머

비클모드는 테렉스 O&K RH400 엑스커베이터 거대 굴삭기.컨스트럭티콘 멤버중 허리 담당. 고속도로를 파괴하다 옵티머스의 총에 맛아 죽었다.
- 사운드웨이브
- 성우 : 프랭크 웰커

2편의 비클모드는 인공위성, 3편의 비클모드는 메르세데스-벤츠 SLS AMG이다. 디셉티콘의 3인자.정보장관 답지 않게 싸움을 잘하는 편이다.
- 그라인더
- 성우 : 프랭크 웰커

비클모드는 MH-53 페이브로 페이브 로우 헬기이다. 블랙아웃과 똑같이 생겼다. 멋진장면은 옵티머스 프라임의 불갈고리에 얼굴이 반으로 찢겨 죽는장면이다(하지만 스타스크림 그라인더 메가트론 이랑 같이 3:1로 싸우는 장면도멋짐 공격은 프로펠러를 부메랑처럼 날린다) 그리고 아까 말했듯이 옵티머스가 꺼낸 불갈고리에 얼굴이 반쪽으로 찢겨 죽는다
- 사이드웨이스

비클모드는 아우디 R8이다.사이드 스와이프 에게 반으로 잘린다.
- 스칼펠
- 성우 : 존 디 크로스타

비클모드는 렌스메터 주니어 603 현미경, 디셉티콘 의무관, 가장 작은 디셉티콘
- 리드맨

래비지가 뿜어내는 마이크로콘들이 모여 합체한 모습이다.가장 작은 디셉티콘
- 데바스테이터
- 성우 : 프랭크 웰커

디셉티콘 컨스트럭티콘 합체전사. 개속 맞는데 그걸 몸빵으로 버티지만 레일건 한방에 쓰러진다.
- 스케빈저

비클모드는 테렉스 O&K RH400 엑스커베이터 거대 굴삭기, 컨스트럭티콘 멤버.앞발 담당.
- 롱하울

비클모드는 캐터필러 773B 초대형 덤프트럭, 컨스트럭티콘 멤버.뒷다리 담당.
- 스크랩퍼

비클모드는 캐터필러 992G 로더, 컨스트럭티콘 멤버.뒷발 담당
- 오버로드

비클모드는 코마츠 HD-465-7 관절형 덤프트럭, 컨스트럭티콘 멤버.
- 하이타워

비클모드는 코벨코 ck2500 초대형 크레인, 컨스트럭티콘 멤버. 왼팔 담당.
- 믹스마스터

비클모드는 Mack사의 레미콘, 컨스트럭티콘 멤버
폭발물 전문가.머리 당담.
- 램페이지
- 성우 : 케빈 마이클 리처드슨

비클모드는 캐터필러 D9L 불도저, 컨스트럭티콘 멤버.허리 당담.
- 래비지

사운드웨이브의 애완동물, 대형 고양이과 동물 형태의 디셉티콘.
- 인섹티콘

작은 곤충형태의 디셉티콘.
- 쇼크웨이브
- 성우 : 프랭크 웰커

외눈박이의 디셉티콘, 디셉티콘의 4인자.
- 드릴러

사이버트론 행성에 서식하는 야생 기계 생명체, 쇼크웨이브의 애완동물.샌드웜의 모습을 하고 있다.
- 크랭크케이스

비클모드는 쉐보레 서버밴, 드레드 멤버
- 크로우바

비클모드는 쉐보레 서버밴, 드레드 멤버
- 해쳇

비클모드는 쉐보레 서버밴, 드레드 멤버
- 레이저비크
- 성우 : 키스 자바라즈카

사운드웨이브의 애완동물, 대형 조류형태의 디셉티콘.크기가 더 컸으면 사실상 최종보스.
- 이고르
- 성우 : 프랭크 웰커

롱하울의 떨어져나간 움직이는 머리.3편에만 등장.

## 기타
- 락다운
- 성우 : 마크 라이언

비클모드는 람보르기니 아벤타도르 LP700-4 쿠페 2013, 창조주의 고용인, 현상금 사냥꾼.4편의 최종보스.